# 太原市见义勇为纪念碑

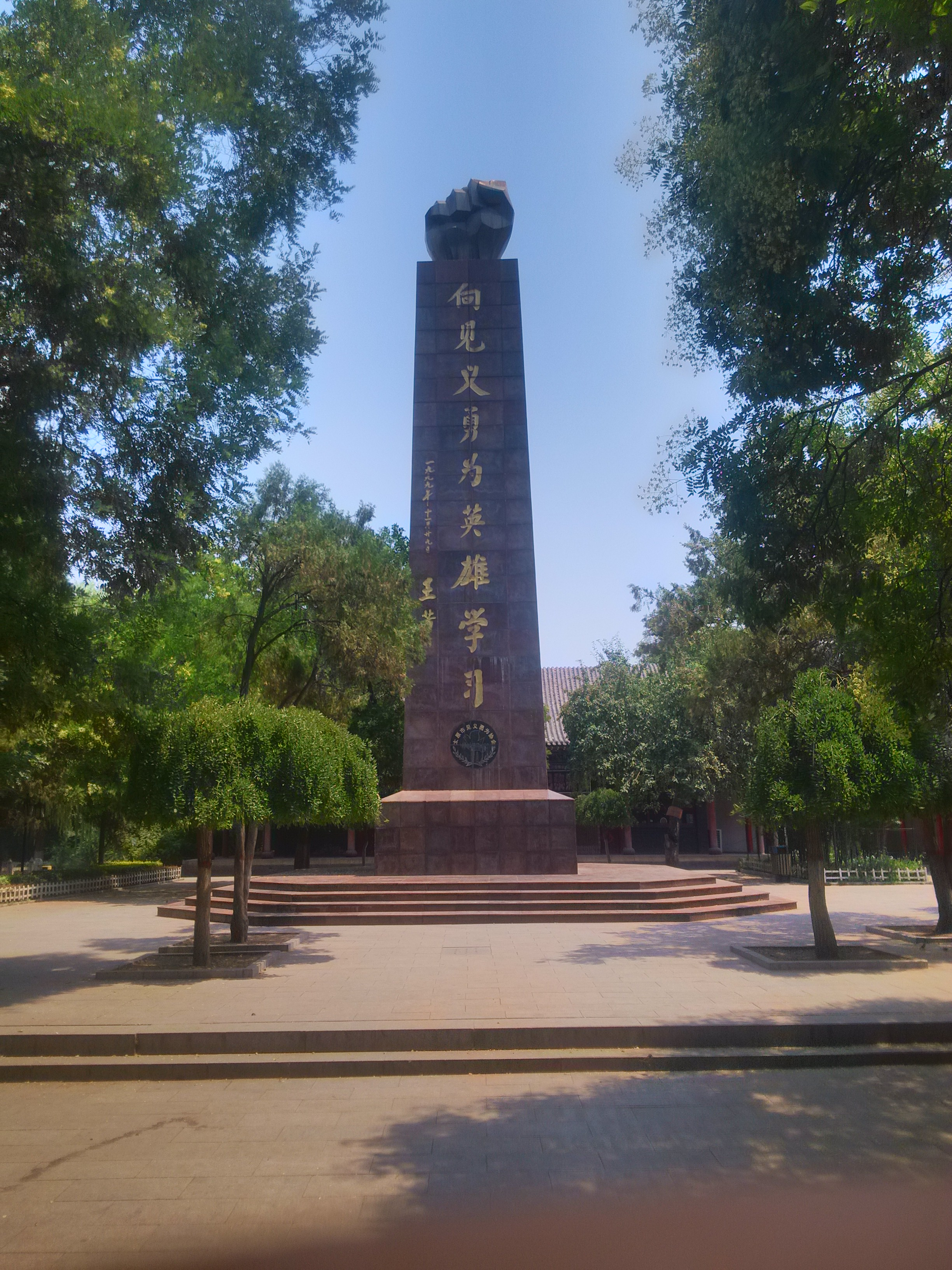
太原市见义勇为纪念碑

太原市见义勇为纪念碑，是太原市见义勇为协会于1998年在儿童公园树立，为中华人民共和国首创。
1988年8月，太原市见义勇为协会成立，旨在鼓励见义勇为人员、保障见义勇为者利益。1998年，协会树立了“太原见义勇为英雄纪念碑”。